# 곤고구미

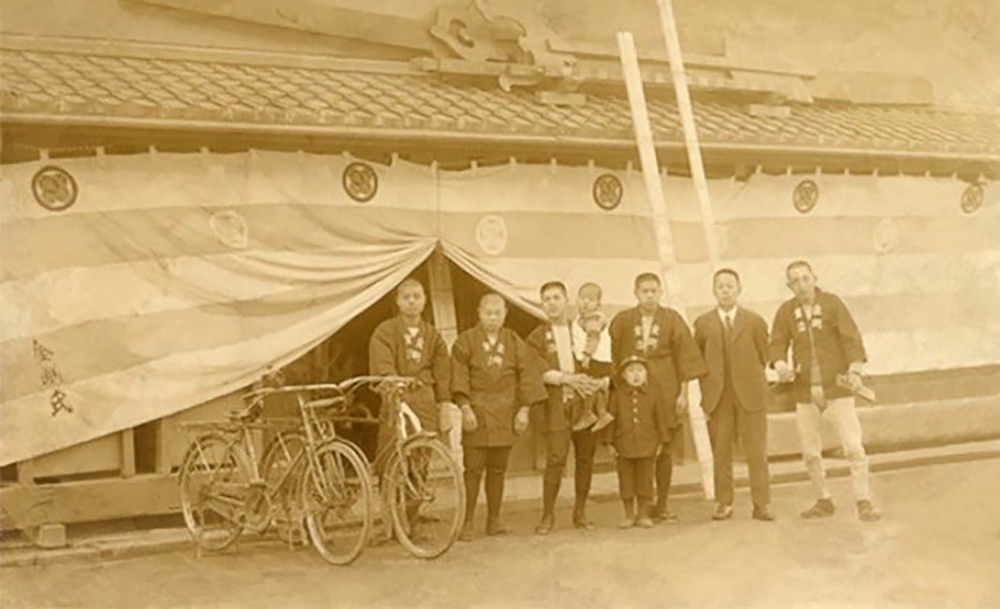

곤고구미(일본어: 金剛組, 영어: Kongo Gumi Co.,Ltd.)는 사찰과 신사, 불각 건축의 설계 및 시공, 성곽 및 문화재 건축물의 복원과 수리 등을 주업으로 하는 일본의 건설회사로, 역대 기업 중 세계에서 가장 오래된 기업이다. 본래는 곤고 가문이 경영하는 회사였으나 이는 2006년 파산했고 다카마쓰 건설에 인수되었다.

## 연혁
- 578년: 쇼토쿠 태자가 시텐노지 건립을 위해 백제의 통신사와 함께 온 3명의 건축장인을 초대. 그 가운데 한사람인 곤고 시게미쓰(金剛重光, : 본명 류중광(柳重光))에 의해 창설. 에도시대에 이르기까지 관영사찰과 시텐노지 전속으로 봉록을 받는 건축장인집단으로 명맥을 이어옴.
- 16세기에 들어와 오사카성 건설이나 호류지 개축에도 참여하였다고 전해진다.
- 1868년: 메이지유신의 일환으로 폐불훼석령으로 인해 시텐노지로부터 받아오던 봉록이 끊기고 공사 수주량도 급격히 감소하여 쇠퇴의 길로 접어듦.
- 1934년: 37대 당주 곤고 하루카즈가 자살, 그의 아내 요시에가 38대, 최초의 여자당주가 됨. 초대형 태풍으로 무너진 시텐노지 5층 목탑을 재건.
- 1955년 2월 3일: 주식회사화. 제 2차 세계대전 패전 이후 전후 재건사업에 의한 건설붐 가운데, 전통적 사찰건축에 철근 콘크리트를 조화시킨 공법으로 각광을 받음.
- 2006년 1월 16일: 40대 당주 곤고 마사카즈는 다카마쓰건설 산하의 신 곤고구미에 영업을 양도하고 종업원의 대다수를 이적. 기존의 곤고구미를 주식회사KG건설로 상호를 변경하고 청산절차 진행.
- 2006년 7월 13일: KG건설, 오사카지방법원에 자기파산을 신청. 26일 파산수속 개시 결정. 부채총액은 약 40억엔. 곤고가문이 경영하는 곤고구미로써 1429년의 역사에 막을 내리다.

## 시공이력
- 시텐노지 (오사카시)
- 가이라쿠엔의 고분테이(好文亭) 복원공사(이바라키현 미토시(水戸市))

## 같이 보기
- 전주 류씨